# Columnea hispida
Columnea hispida är en tvåhjärtbladig växtart som beskrevs av Olof Swartz. Columnea hispida ingår i släktet Columnea och familjen Gesneriaceae. Inga underarter finns listade i Catalogue of Life.